# Ian Jeffrey
Pour les articles homonymes, voir Jeffrey.
Ian Jeffrey, né en 1942, est un historien de l'art, écrivain et conservateur anglais,.
Jeffrey est l'auteur d'une série de livres illustrés sur l'histoire de la photographie. Il est récipiendaire du prix J. Dudley Johnston de la Royal Photographic Society .

## Biographie
Jeffrey a occupé les postes de tuteur et de professeur au Goldsmiths College de l'université de Londres,,,.

## Publications

### Publications de Jeffrey
- The Real Thing : An Anthology of British Photographs 1840–1950, Londres, Arts Council of Great Britain, 1974
- Photography : A Concise History, Londres, Thames & Hudson, 1981, 1989 (ISBN 978-0-500-20187-9).
- The British Landscape 1920-1950, Londres, Thames & Hudson, 1984 (ISBN 978-0-500-23398-6)
- Timeframes : The Story of Photography, New York, Watson-Guptill, 1998 (ISBN 978-0-8174-6015-0)
- An American Journey : The Photography of William England, Munich, New York, Londres, Prestel, 1999 (ISBN 978-3-7913-2158-5)
- ReVisions : An Alternative History of Photography, Bradford, National Museum of Photography, Film and Television, 1999 (ISBN 978-0-948489-60-0)
- The Photography Book, Londres, Phaidon, 2005 (ISBN 978-0-7148-4488-6) — deuxième édition révisée en 2014  (ISBN 978-0-7148-6738-0)
- How to Read a Photograph : Understanding, Interpreting and Enjoying the Great Photographers, Londres, Thames & Hudson, 2009 (ISBN 978-0-500-28784-2)

## Prix
- 2005 : Prix J. Dudley Johnston, Royal Photographic Society, Bath. Partagé avec David Alan Mellor[8],[9]

## Expositions des photographies de Jeffrey
- Universal Pictures, Kettle's Yard, Cambridge, 2005/2006[10]